# クリュー
クリュー（Clew)とは、2016年に世界で初めて加熱式たばこ機器のヤニ取りクリーニング専用に開発されたミネラルウォータークリーナーのこと。
成分は水とミネラルから構成される水溶液である。

## 概要
従来のヤニ取りクリーナー（電解水や界面活性剤などが含有）で加熱式タバコ機器のクリーニングを行った場合、機器内部の残留物質(水酸化ナトリウムなどの有害物質）が高熱で加熱され、煙草の水蒸気とともに肺の毛細血管から吸収される恐れがある。その場合、重大な健康被害（血液の溶血や脂肪塞栓症など）を引き起こす可能性がある。また、水酸化ナトリウムを含む水溶液は金属腐食性があるため、たばこ葉を加熱する金属を劣化させ機器故障の要因にもなる。
Clewは化学合成物質が生成されない特許製法により、分子間結合が行われないため、水酸化ナトリウムなどの有害物質が生成されない。また、pH13の強アルカリであるが弱塩基のため、細胞などの有機酸と接触するとHSAB則により中性値となる特性を持つ。そのため、金属腐食性もほとんどなく、誤飲や肌に触れても人体に全く影響を与えない。